# 易北河畔弗赖堡
弗赖堡，全称易北河畔弗赖堡（德语：Freiburg (Elbe) 或 Freiburg an der Elbe），是德国下萨克森州的一个市镇。总面积34.11平方公里，总人口1770人，其中男性860人，女性910人（2011年12月31日），人口密度52人/平方公里。